# Papoušek širokozobý
Papoušek širokozobý (Lophopsittacus mauritianus) je velký vyhynulý papoušek z čeledi alexandrovití (Psittaculidae). Byl endemitem na ostrově Mauricius, jenž je součástí Maskarénského souostroví východně od Madagaskaru v Indickém oceánu. Není jasné, kterému dalšímu druhu byl nejblíže příbuzný, ačkoli s ostatními maskarénskými papoušky je řazen v rámci tribu Psittaculini. V některých ohledech se podobal papouškovi rodrigueskému (Necropsittacus rodricanus), oba druhy mohly být tedy hypoteticky blízce příbuzné.
Hlava papouška širokozobého byla v poměru k tělu velká, na přední části hlavy vynikal výrazný hřeben. Pták měl velmi velký zobák, velikostně srovnatelný se zobákem ary hyacintového, jenž mu umožňoval louskat i tvrdá semena. Subfosilní pozůstatky navíc naznačují, že tento druh vykazoval větší pohlavní dimorfismus co se týče celkových rozměrů a velikosti hlavy než kterýkoli dnes žijící papoušek. Přesné zbarvení peří zůstává hádankou, ale dobové popisy naznačují, že papoušek hýřil vícero barvami, včetně modré hlavy a možná červeného těla a zobáku. Papoušek širokozobý na rozdíl od mnoha jiných ostrovních ptáků zřejmě uměl létat, ačkoli příliš zdatným letcem nebyl.
První zmínky o papoušcích širokozobých sahají do roku 1598, kdy jsou v holandských lodních denících označováni jako „indičtí krkavci“. Zachovalo se pouze několik stručných dobových popisů a tři vyobrazení ptáka. Papoušek širokozobý se dočkal vědeckého popisu na základě subfosilní čelisti teprve v roce 1866, ačkoli tento popis nebyl zprvu spojován se starými  záznamy, a to až do znovuobjevení podrobného náčrtu z roku 1601. Papoušek širokozobý vyhynul v 17. století v důsledku kombinace odlesňování, predace zavlečenými invazními druhy a pravděpodobně i lovu.

## Taxonomie

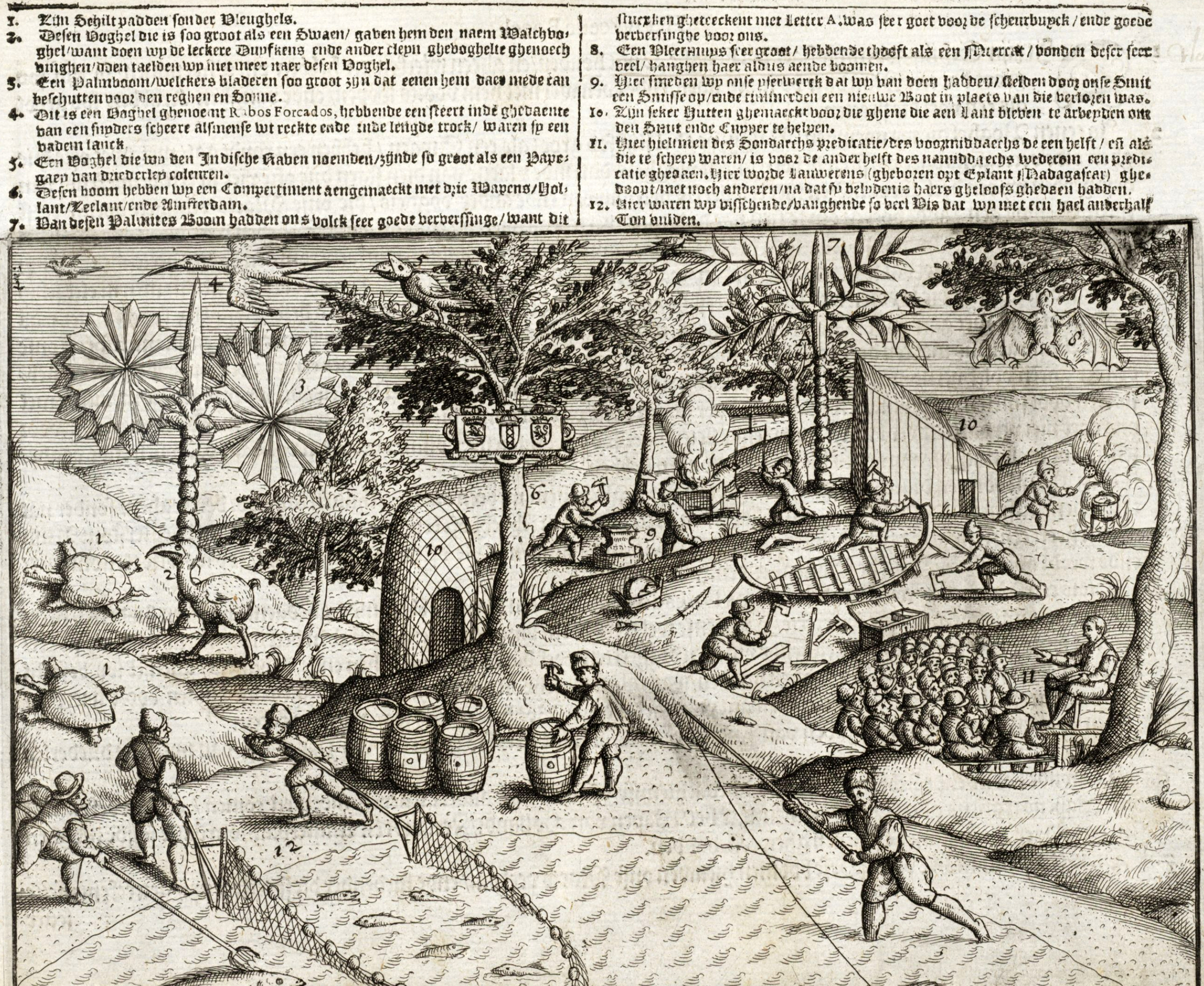
Dřevoryt z roku 1601 s prvním známým vyobrazením papouška širokozobého (pod číslem 5, pták sedí nahoře na stromě).

Nejstarší známé popisy papouška širokozobého pocházejí od námořníků z druhé nizozemské expedice do Indonésie z roku 1598, jíž vedl holandský admirál Jacob Cornelis van Neck. Existenci papoušků poprvé prokazují zprávy z roku 1601, které také zahrnují první ilustraci ptáka, společně s kresbou proslulého dronteho mauricijského. Popis k ilustraci zní: 5* je pták, kterému jsme říkali indická vrána, je více než dvakrát větší než papoušci a vyznačuje se dvěma nebo třemi barvami. Nizozemští námořníci, kteří navštívili Mauricius, označovali papoušky širokozobé obecně jako „indické krkavce“ (nebo vrány). Protože tyto zmínky většinou nejsou šířeji rozvedeny, studium podobných deníků způsobilo určité zmatky ohledně identifikace daného druhu. Holandský malíř Jacob Savery žil až do roku 1602 v amsterdamském domě zvaném „In de Indische Rave“ (U indické vrány; nizozemské domy měly v té době místo popisných čísel vývěsní štíty). Ačkoli on ani jeho bratr, malíř Roelandt Savery, papouška širokozobého nikdy nenamalovali a nezdá se, že by byl převezen z Mauricia, možná o něm četli nebo slyšeli, protože Roelant – malíř císaře Rudolfa II. – zvěčnil na kresbách mnoho dalších vyhynulých mauricijských druhů, které císař choval ve svém zvěřinci.
V roce 1634 se britský cestovatel Sir Thomas Herbert zmiňoval o ptácích „Cacatoes“ (kakadu), které komentoval slovy: „ptáci jako papoušci [sic], divocí a nezdolní“. Britský přírodovědec Hugh Edwin Strickland zařadil v roce 1848 „indické krkavce“ mezi zoborožce rodu Buceros, protože strukturu na čele z kresby z roku 1601 interpretoval jako „roh“. Podobně jako někteří další přírodovědci si Strickland totiž neuvědomil, že se jedná o stejný druh, jaký popisoval Herbert. Dokonce i poté, co byly nalezeny subfosilie papouška odpovídající dobovým záznamům, francouzský zoolog Émile Oustalet v roce 1897 trval na myšlence, že „indický krkavec“ byl zoborožec, jehož pozůstatky stále čekají na objevení. Mauricijský ornitolog France Staub byl této myšlence nakloněn ještě v roce 1993. Na ostrově však nikdy žádné pozůstatky zoborožců nalezeny nebyly a kromě vyhynulého druhu z Nové Kaledonie se zoborožci nevyskytují ani na žádném oceánském ostrově.

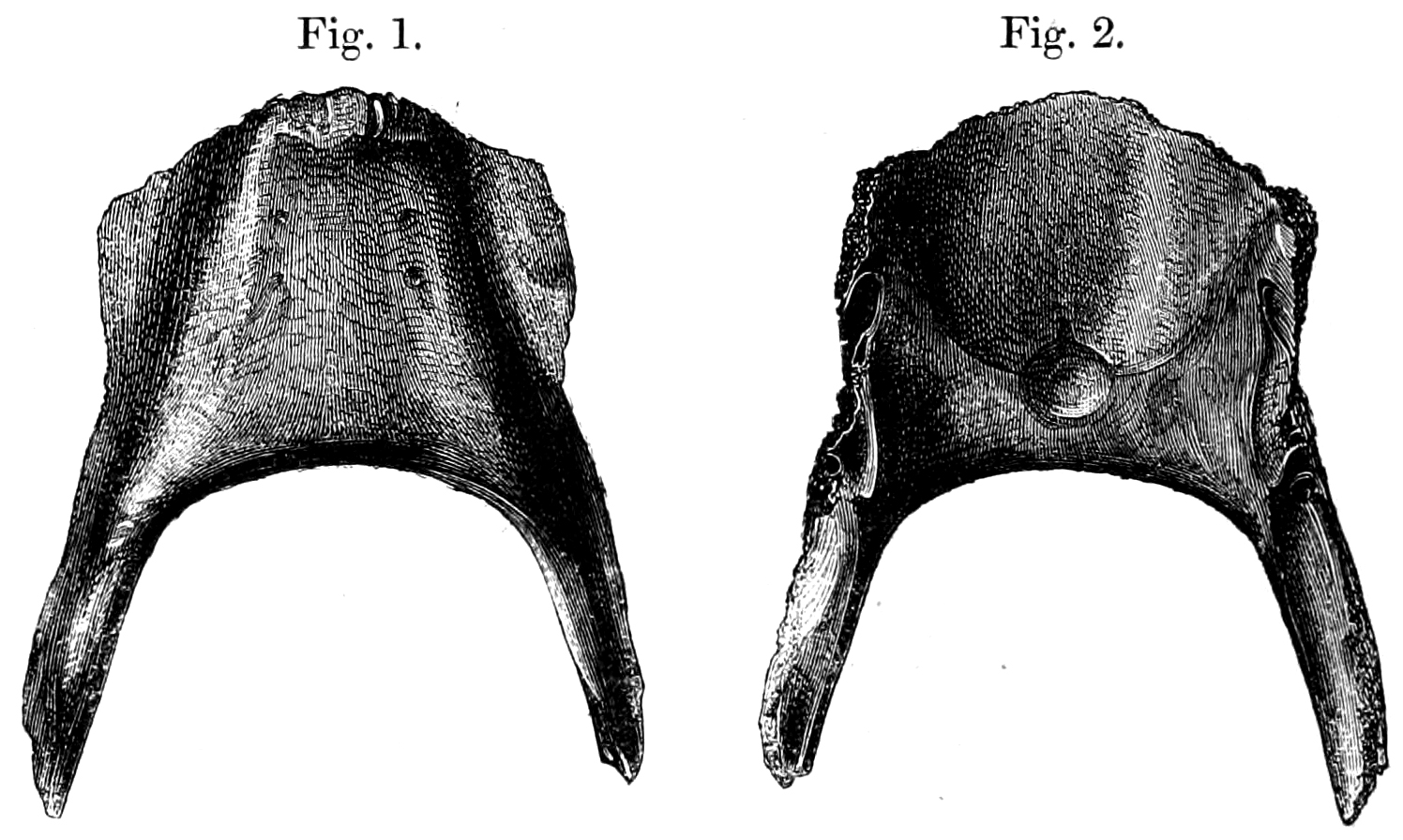
Litografie nyní ztraceného holotypu dolní čelisti

Prvním známým fyzickým pozůstatkem papouška širokozobého se stala subfosilní dolní čelist, vyzvednutá v 19. století spolu s první várkou pozůstatků drontů z mauricijské bažiny Mare aux Songes. Britský biolog Richard Owen popsal tuto dolní čelist roku 1866 a usoudil, že náležela nějakému velkému papouškovi, jemuž přiřkl vědecké jméno Psittacus mauritianus (tento původní holotypový exemplář je pokládán za ztracený). Obecný název „papoušek širokozobý“ („broad-billed parrot“) Owen poprvé použil na přednášce v roce 1866. V roce 1868, krátce poté, co byl znovuobjeven lodní deník lodi Gelderland, jež náležela Nizozemské východoindické společnosti, prozkoumal německý ornitolog Hermann Schlegel jednu neoznačenou skicu dvou ptáků, kteří byli v tomto deníku z roku 1601 vykresleni tužkou a tuší. Schlegel si uvědomil, že kresba, připisovaná nizozemskému umělci Jorisovi Joostenszovi Laerlemu, nejspíš zobrazuje papouška popsaného Owenem a zároveň i ptáka zmiňovaného starými lodními deníky. Protože se papoušek širokozobý svým vzhledem a anatomií značně odlišoval od zástupců rodu Psittacus, přeřadil jej britský zoolog Alfred Newton v roce 1875 do samostatného rodu, který nazval Lophopsittacus. Lophos je starořecký výraz pro hřeben a psittakos znamená papoušek. Další pozůstatky tohoto papouška, mj. hrudní kost, stehenní kost, běhák a ještě větší dolní čelist, byly později nalezeny francouzským přírodovědcem Theodorem Sauzierem a popsány britskými ornitology Edwardem Newtonem a Hansem Gadowem v roce 1893.
Na základě subfosilních pozůstatků, které na počátku 20. století shromáždil francouzský amatérský přírodovědec Louis Etienne Thirioux, popsal britský ornitolog Daniel T. Holyoak roku 1973 menšího subfosilního papouška Bensonova, jehož zařadil do stejného rodu jako papouška širokozobého (pojmenoval jej Lophopsittacus bensoni). V roce 2007 však tuto systematiku zavrhl paleontolog Julian Pender Hume, jenž na základě srovnání subfosilií, shodujících se s popisy malých šedých papoušků ze 17. a 18. století, překlasifikoval papouška Bensonova do rodu Psittacula.

### Evoluce
Příbuzenské vztahy papouška širokozobého nejsou spolehlivě určeny. Vzhledem k jeho mohutným čelistem a dalším osteologickým rysům se Newton a Gadow v roce 1893 domnívali, že je blízce příbuzný s papouškem rodrigueským (Necropsittacus rodricanus), ačkoli se zdráhali oba druhy zařadit do stejného rodu, protože výrazný hřeben na hlavě měl pouze papoušek širokozobý. Britský ornitolog Graham S. Cowles v roce 1987 konstatoval, že lebky obou druhů vykazují příliš mnoho odlišností, než aby byli tito papoušci vzájemně příbuzní.
Mnoho endemitních ptáků z Maskarén, včetně dronteho mauricijského, pochází z jihoasijských předků. Britský paleontolog Julian Hume navrhl, že jihoasijského původu mohou být i všechny místní druhy papoušků. Nižší hladiny moří v období pleistocénu možná umožnily kolonizaci tehdy méně izolovaných ostrovních stanovišť. Ačkoli většina vyhynulých druhů maskarénských papoušků je ve fosilním záznamu zastoupena jenom omezeně, subfosilní pozůstatky ukazují, že tito ptáci vykazují některé společné rysy, jako mohutné hlavy a čelisti, redukované prsní kosti a robustní kosti dolních končetin. Hume navrhl, že maskarénští papoušci představují evoluční radiaci v rámci tribu Psittaculini, přičemž tuto teorii zakládá na morfologických rysech a skutečnosti, že papouškům rodu Psittacula se podařilo kolonizovat mnoho izolovaných ostrovů v Indickém oceánu. Papoušci z tribu Psittaculini možná pronikli do oblasti několikrát, protože mnoho druhů z tohoto tribu bylo natolik specializovaných, že se možná vyvíjeli na zdejších ostrůvcích u horkých skvrn ještě před samotným vynořením Maskarén.

## Popis

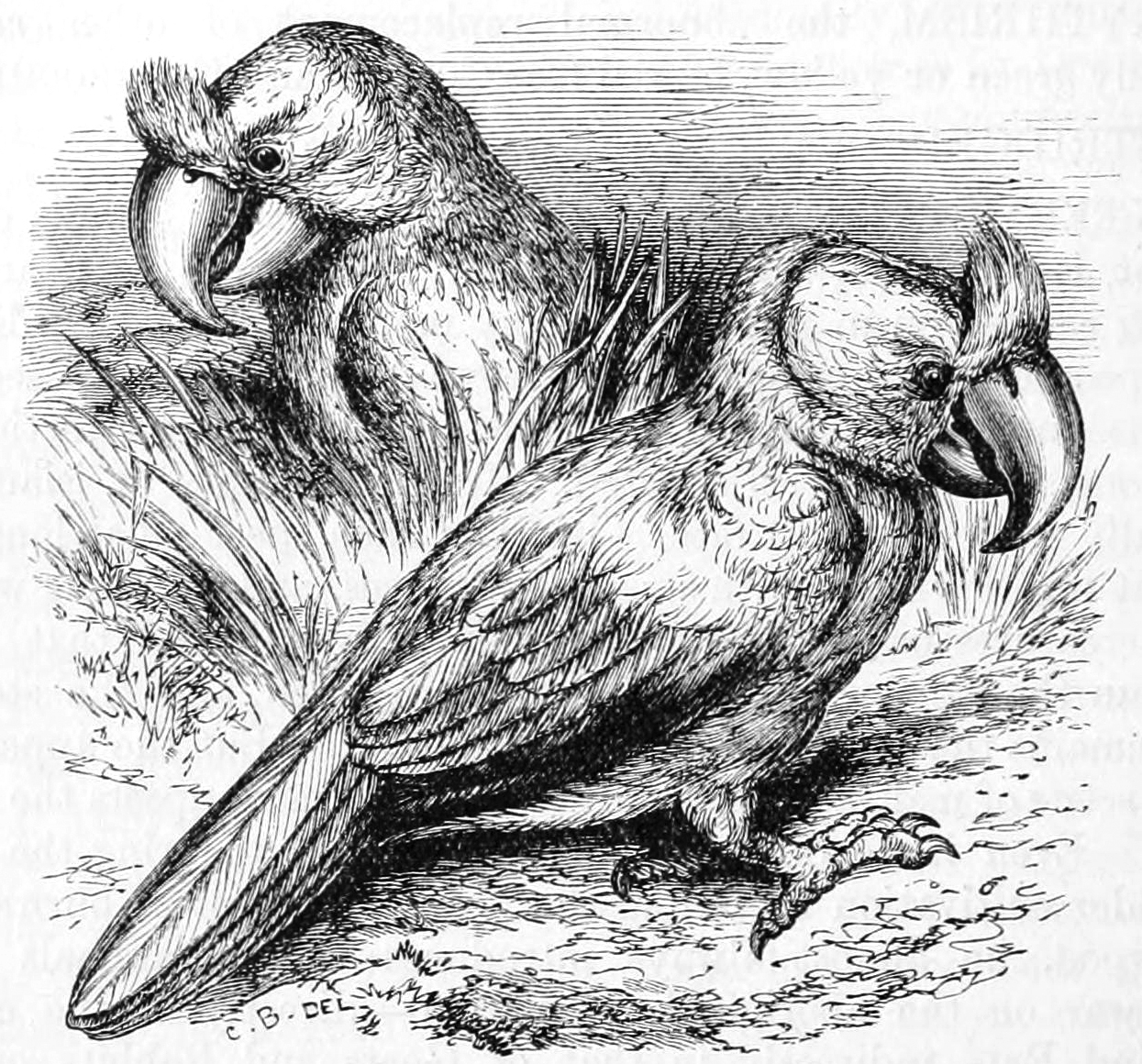
Umělecké ztvárnění papoušků širokozobých, založené na původním náčrtu ze začátku 17. století

Papoušek širokozobý měl ve srovnání s ostatními papoušky neúměrně velkou hlavu a čelisti. Lebka byla dorzoventrálně (shora dolů) zploštělá, což je mezi maskarénskými papoušky jedinečné. Výzkumy lebky zároveň naznačují, že výrazný hřeben pokrytý peřím, jenž měl papoušek na vrchu hlavy, byl zřejmě přirostlou strukturou; tím se papoušek širokozobý lišil například od kakaduů, kteří se svým chocholem mohou bez potíží pohybovat. Šířka zadního okraje mandibulární symfýzy (místa, v němž srůstají dvě poloviny dolní čelisti) naznačuje, že čelisti byly poměrně široké. Když roku 2003 Julian Hume prozkoumal náčrt z deníku lodi Gelderland a srovnal jeho konečnou tušovou úpravu s podkladovým náčrtem tužkou, seznal, že prvotní hrubý náčrt poskytuje několik dalších detailů o vzhledu ptáka. Skica tužkou zobrazuje hřeben jako chomáč zaoblených per připojený k přední části hlavy u základny zobáku. Vynikají také zaoblená křídla s velkými křídelními krovkami a mírně rozdvojený ocas, jehož dvě střední pera jsou delší než ostatní. Měření některých prvních známých kostí ukazuje, že dolní čelist byla dlouhá 65–78 milimetrů a široká 65 mm, stehenní kost měřila 58–63 mm, holenní kost měřila 88–99 mm a běhák měřil 35 mm. Hrudní kost byla relativně redukována.
Subfosiliní pozůstatky ukazují, že samci papoušků širokozobých dosahovali větší velikosti než samice: měřili 55–65 centimetrů, zatímco samice dosahovaly délky 45–55 cm. Pohlavní dimorfismus ve velikosti mezi lebkami samců a samic je nejvýraznější mezi všemi známými papoušky. Rozdíly v rozměrech zbylých kostí těla a končetin nejsou tolik výrazné, nicméně úroveň pohlavního dimorfismu v celkové velikosti těla je mezi papoušky opět jedinečná. Je možné, že dva nestejně velcí papoušci na náčrtu z deníku lodi Gelderland mohou představovat samce a samici. Zpráva nizozemského námořníka Reyera Cornelisze z roku 1602, jež byla tradičně interpretována jako jediná dobová zmínka o velikostních rozdílech mezi papoušky širokozobými, hovořila o „velkých a malých indických krkavcích“. Úplný přepis původního textu, jenž byl zveřejněn až v roce 2003, nicméně ukázal, že v anglickém překladu byla nesprávně umístěna čárka; spojení „velký a malý“ neodkazovalo na papoušky, ale na „polní slepice“, zřejmě chřástala rezavého a chřástala Dryolimnas chekei. Oba tyto druhy jsou dnes již vyhynulé.

### Zbarvení

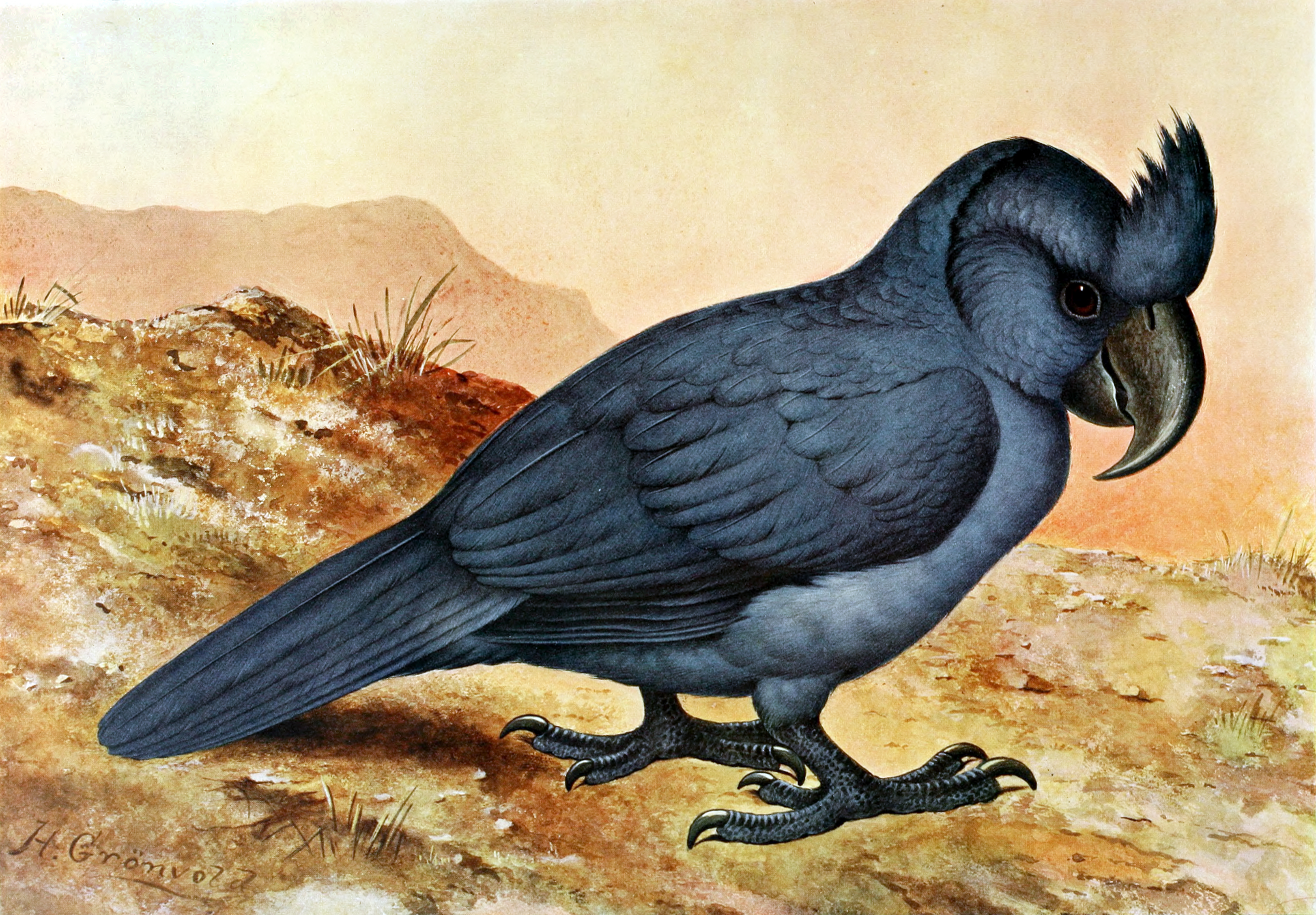
Kresba, jejímž autorem je Henrik Grönvold a pochází z roku 1907, zobrazuje papouška širokozobého jako zcela modrého. Ve skutečnosti měl však pták zřejmě jiné opeření

V otázce zbarvení papouška širokozobého panují určité nejasnosti. Ilustrace z deníku lodi Gelderland je doplněna popiskem, že pták zde vyobrazený má „dvě nebo tři barvy“. Poslední zprávu o tomto ptáku a zmínku o konkrétních barvách zanechal německý kazatel Johann Christian Hoffman v letech 1673–1675:
Nechybí zde husy, plameňáci, tři druhy pestrých holubů, strakatí a zelení papoušci, červené vrány se zahnutými zobáky a modrými hlavami, které jen s námahou létají; Nizozemci je nazvali indickými vránami.

Navzdory zmínce o několika barvách někteří autoři, jako například britský přírodovědec Lionel Walter Rothschild, zastávali stanovisko, že deník z lodi Gelderland popisuje ptáka výhradně jako modrošedého, a takto byl popsán i v Rothschildově knize Extinct Birds (Vyhynulí ptáci) z roku 1907. Pozdější analýza celého deníku od Juliana Humeho však odhalila pouze popis dronteho mauricijského. Hume také naznačil, že výrazně vykreslená obličejová maska mohla mít odlišné zbarvení. Britský ekolog Anthony S. Cheke v roce 1987 vyslovil domněnku, že kromě pohlavního dimorfismu ve velikosti se mohla obě pohlaví různit i svým zbarvením, což by vysvětlovalo některé nesrovnalosti ve starých popisech. Hlava byla nejspíše modrá a Hume roku 2007 navrhl, že zobák mohl být červený, zbytek opeření pak šedavý nebo načernalý; toto zbarvení se objevuje i u jiných zástupců tribu Psittaculini.
V roce 2015 byl publikován překlad zprávy holandského vojáka Johannese Pretoriuse, v níž vylíčil svůj pobyt na Mauriciu v letech 1666 až 1669. Ptáka popisuje jako „překrásně zbarveného“. Hume podle údajů z této zprávy reinterpretoval dříve objevenou zprávu kazatele Hoffmana a vyslovil novou domněnku, že pták mohl mít pestré opeření, s červeným tělem, modrou hlavou a červeným zobákem. Pokud by peří bylo duhové či lesklé, a vrhalo tak odlesky podle úhlu dopadu světla, mohl tím být zároveň vyvolán dojem, že papoušek má ještě více barev. Australský ornitolog a odborník na papoušky Joseph M. Forshaw v roce 2017 souhlasil s tím, že zobák byl červený (alespoň u samců), Hoffmanův popis však interpretoval tak, že obecné zbarvení bylo tlumeně červenohnědé, s bledě modrošedou hlavou. Podobné zbarvení měl dnes již rovněž vyhubený papoušek běloskvrnný (Mascarinus mascarinus) z blízkého ostrova Réunion.

## Chování a ekologie

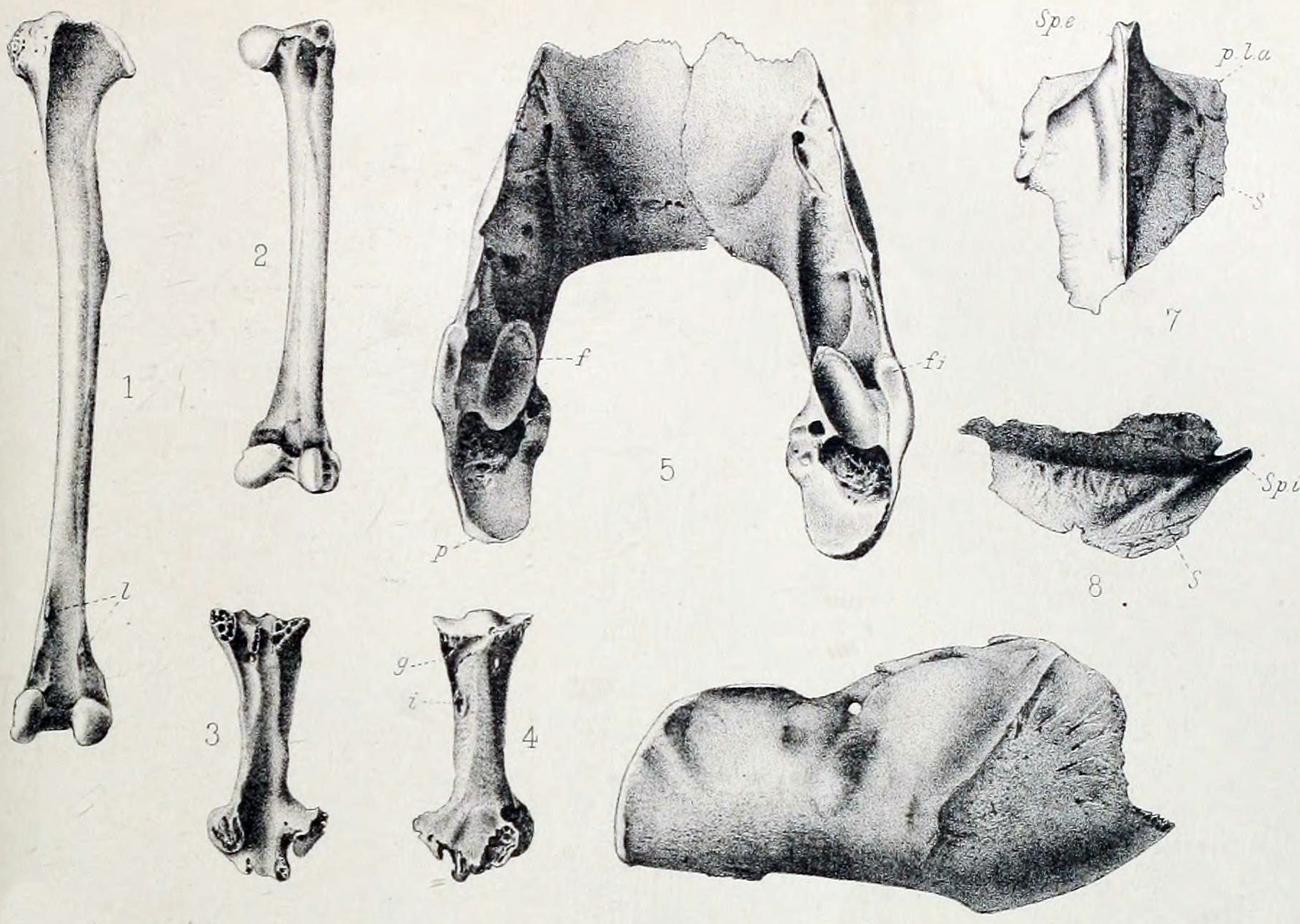
Subfosilní pozůstatky papoušků širokozobých (1893)

Pretorius choval v zajetí různé dnes již vyhynulé mauricijské ptáky a popsal chování papouška širokozobého takto:
Indičtí krkavci jsou překrásně zabarvení. Neumějí létat a je jich zde jen málo. Jsou to velmi temperamentní ptáci. V zajetí odmítají přijímat potravu a raději zemřou, než aby žili v kleci.

Ačkoli papoušek širokozobý mohl sbírat potravu na zemi a nebyl moc dobrým letcem, jeho běhák byl krátký a statný, což naznačovalo, že se jeho majitel pohyboval i ve stromovém patře. Bratři Newtonové a mnozí následující autoři usoudili, že papoušek létat neuměl, a to na základě velmi krátkých křídel a mohutné tělesné stavby, znázorněné na kresbě z deníku lodi Gelderland. Podle Humeho však podkladová skica tužkou ve skutečnosti ukazuje, že křídla nejsou nijak zvlášť krátká. Jsou široká, jak lze běžně pozorovat u mnohých lesních druhů, a vyznačují se velkým křidélkem (alulou, 1. p. alula), což je rys pomalu létajících ptáků. Hřeben hrudní kosti (carina) byl sice u papoušků širokozobých zmenšen, ale ne natolik, aby znemožňoval let. Například létající papoušci rodu kakariki mají také zmenšenou carinu, a dokonce i nelétavý kakapo je se svou rudimentární carinou schopen klouzavého letu. Kromě toho Hoffmanův popis přímo uvádí, že papoušek uměl létat, a na některých nejstarších dobových ilustracích je dokonce vykreslen přímo na vrcholcích stromů. Papoušek širokozobý mohl být ve skutečnosti téměř nelétavý druh, jako dnes již vyhynulý nestor úzkozobý (Nestor productus).
Pohlavní dimorfismus ve velikosti zobáku se mohl odrazit na ekologii druhu (byť není známo jak). Podobný, byť ne tolik výrazný dimorfismus je běžný u jiných papoušků, například u kakadua arového a nestora kaky. U těchto druhů preferují obě pohlaví různě velkou potravu, samci používají zobáky při některém ritualizovaném chování nebo obě pohlaví zastávají specializované role při hnízdění a výchově mláďat.
V roce 1953 japonský ornitolog Masaudži Hačisuka představil hypotézu, že papoušek širokozobý vykazoval noční způsob života, stejně jako kakapo a papoušek noční, dva stále žijící pozemní druhy. Dobové zprávy to nepotvrzují, a očnice papoušků širokozobých navíc mají podobnou velikost jako u jiných velkých denních papoušků. Papoušek širokozobý byl rozšířen především na suché závětrné straně Mauricia, která byla pro lidi nejpřístupnější, a bylo zjištěno, že ptáci byli hojnější u pobřeží, což může naznačovat, že fauna těchto oblastí byla rozmanitější. Papoušek mohl hnízdit v dutinách stromů nebo ve skalách, jako stále žijící amazoňan kubánský. Původní nizozemské pojmenování „krkavec“ či „vrána“ mohlo odkazovat na krákavé volání ptáka, ačkoli papoušek si jej mohl vysloužit i svými povahovými rysy nebo jen svým tmavým opeřením. Následující krátký popis nizozemského účetního Jacoba Granaeta z roku 1666 zmiňuje některé z dalších druhů tehdejších lesů a může obsahovat i stručné informace o chování papoušků širokozobých:
V lese žijí papoušci, želvy a divoké hrdličky, zlomyslní a nezvykle velcí krkavci [zřejmě papoušci širokozobí], sokoli, netopýři a další ptáci, jejichž jméno neznám a nikdy předtím jsem je neviděl.

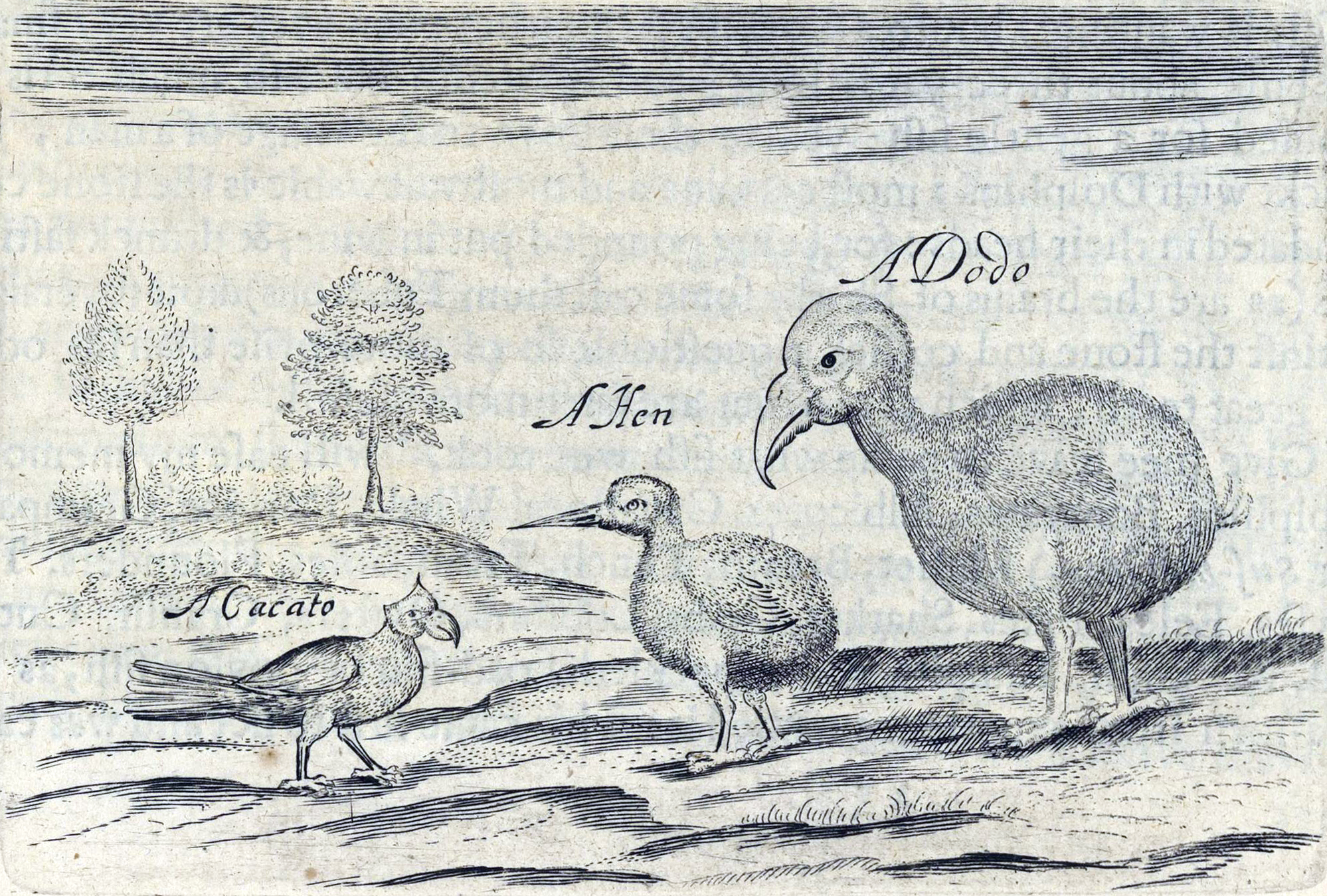
Mauricijské ptactvo na kresbě Sira Thomase Herberta. Vlevo je papoušek širokozobý, uprostřed chřástal rezavý a napravo dronte mauricijský (všechny druhy byly vyhubeny)

Po příchodu lidí na Mauricius vyhynula řada původních tvorů a místní ekosystémy byly výrazně poškozeny. Před příchodem lidí byl ostrov zcela porostlý lesy, nicméně kvůli odlesňování z nich zůstalo pouze několik zbytků. Přežívající endemitní fauna je stále vážně ohrožena. Papoušek širokozobý žil vedle jiných v novověku vyhynulých ptáků, jako byli chřástal rezavý (Aphanapteryx bonasia), holub lesní (Alectroenas nitidissima), dronte mauricijský (Raphus cucullatus), papoušek Bensonův (Psittacula bensoni), sovka Sauzierova (Mascarenotus sauzieri), lyska mauricijská (Fulica newtonii) nebo kachna mauricijská (Anas theodori). Žily zde také některé druhy želv, na Mauriciu a Réunionu se vyskytoval kaloň maskarénský (Pteropus subniger) a hlemýžď Tropidophora carinata, oba druhy rovněž vyhynuly. Zanikly též rostliny jako polouš Casearia tinifolia či orchidej Angraecum palmiforme.

### Potrava

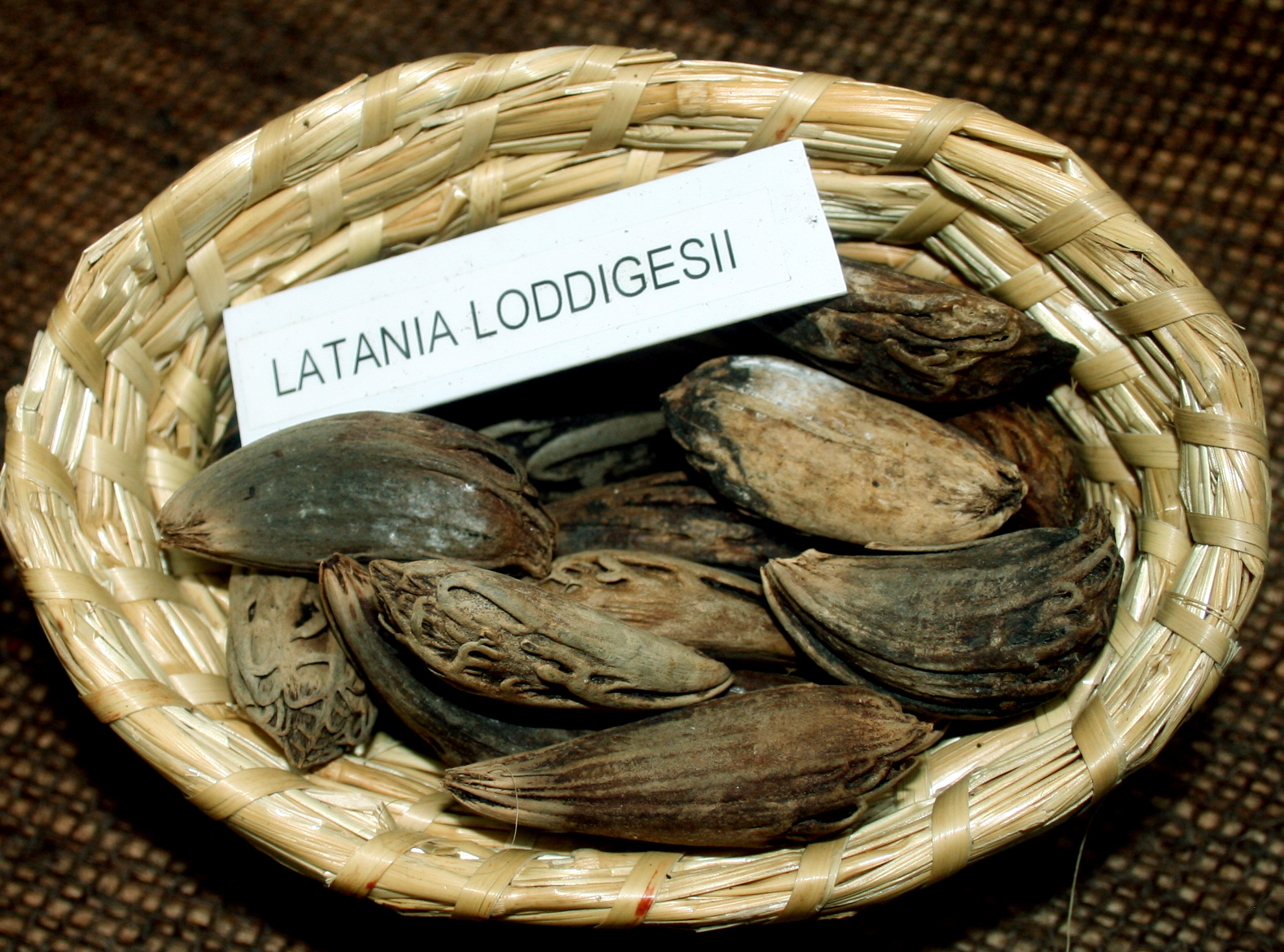
Tvrdá semena palmy rody Latania

Ptáci, kteří se svou morfologií podobají papouškovi širokozobému, jako je ara hyacintový a kakadu arový, mohou poskytnout náhled do ekologie tohoto vyhubeného druhu. Velcí papoušci ara, kteří obvykle potravu shánějí na zemi, konzumují velmi tvrdé palmové ořechy. Na Mauriciu existuje či existovalo mnoho druhů palem a palmám podobných rostlin, jež produkovaly tvrdá semena, která papouškům širokozobým mohla poskytovat potravu. Jmenovat lze druhy Latania loddigesii, Mimusops balata (manilkara balata), Sideroxylon grandiflorum, Diospyros egrettorium a Pandanus utilis (pandán prospěšný). Papoušek širokozobý a někteří další vyhynulí ptáci Maskarén, jako byli drontovití, zřejmě představovali nejdůležitější rozptylovače jejich odolných semen.
Na základě rentgenových snímků tvrdil britský ornitolog Daniel T. Holyoak, že dolní čelist papouška širokozobého byla slabé konstituce, a navrhl, že papoušek se živil spíše měkkým ovocem než tvrdými semeny. Julian Hume však poukázal na to, že morfologie dolní čelisti papouška širokozobého je srovnatelná s morfologií dolní čelisti ary hyacintového, největšího žijícího papouška, jenž svede snadno rozlousknout i tvrdé palmové ořechy. Je tedy pravděpodobné, že papoušek širokozobý se krmil stejným způsobem.
Brazilský ornitolog Carlos Yamashita v roce 1997 vyslovil domněnku, že neotropičtí papoušci byli kdysi závislí na dnes již vyhynulé jihoamerické megafauně, později zřejmě funkčně nahrazené domestikovaným skotem. Podle této hypotézy byly plody natráveny těmito většími zvířaty a vyloučená semena představovala potravu pro papoušky. V Australasii se kakadu arový zase spoléhá na přísun nestrávených semen od místních kasuárů. Yamashita se domníval, že na Mauriciu plnily stejnou ekologickou funkci hojné želvy rodu Cylindraspis a drontovití, a papoušek širokozobý tak na těchto druzích potravně závisel.

## Vyhubení

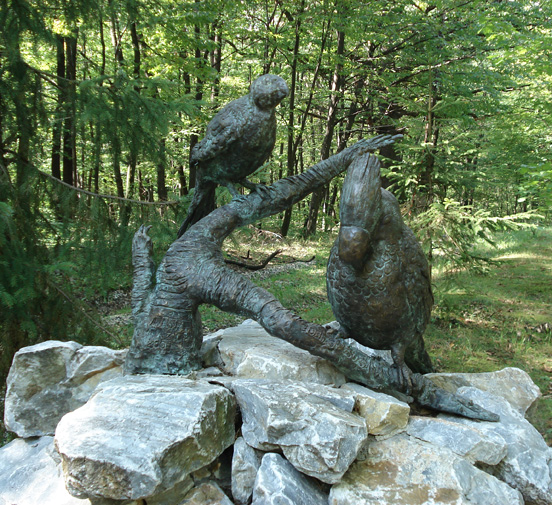
Socha znázorňující alexandra modrého a papouška širokozobého (Miskolc, Maďarsko)

Ačkoli Mauricius objevili Arabové již během středověku a portugalské lodě ostrov navštívily mezi lety 1507 a 1513, ani jedni, ani druzí se zde trvale neusadili. Nizozemská říše ostrov získala v roce 1598, načež jej pojmenovala po Mořici Oranžském. Od té doby ostrov využívala pro zásobování obchodních lodí Nizozemské východoindické společnosti; nizozemští námořníci, kteří na ostrově od přelomu 16. a 17. století pobývali, se zajímali o místní živočišné druhy především jako o zdroj masa. Z přibližně osmi druhů endemitních maskarénských papoušků do dnešních dní přežil pouze alexandr réunionský (Psittacula eques). Zbylí papoušci zřejmě podlehli zhoubné kombinaci lovu, zavlečení nepůvodních druhů a odlesňování jednotlivých ostrovů.
Papoušek širokozobý nebyl příliš zdatným letcem, navíc šlo o mohutného, a možná i krotkého ptáka. Z tohoto pohledu se mohl stát vítanou a snadnou kořistí nizozemských námořníků. Hnízda papoušků mohla být zároveň vystavena predaci ze strany zavlečených krys a javánských makaků. Různé zdroje nicméně uvádějí, že papoušek širokozobý se choval naopak vcelku agresivně, díky čemuž mohl lépe vzdorovat predaci ze strany nepůvodních druhů ve srovnání s jeho méně průbojnými příbuznými. Předpokládá se, že papoušek širokozobý vyhynul až v 80. letech 17. století, kdy začaly být ve velkém sklízeny palmy, jež papouškům mohly poskytovat potravu. Na rozdíl od jiných druhů papoušků, které námořníci často odchytávali jako domácí mazlíčky, neexistují žádné záznamy o tom, že by papoušci širokozobí – ať už živí, či mrtví – byli transportováni z Mauricia; možná kvůli stigmatu spojenému s havrany. Případní živí ptáci by však podobnou cestu v žádném případě stejně nepřežili, pokud by odmítali jakoukoli jinou potravu než semena.